# Evangelische Kirche Isselburg

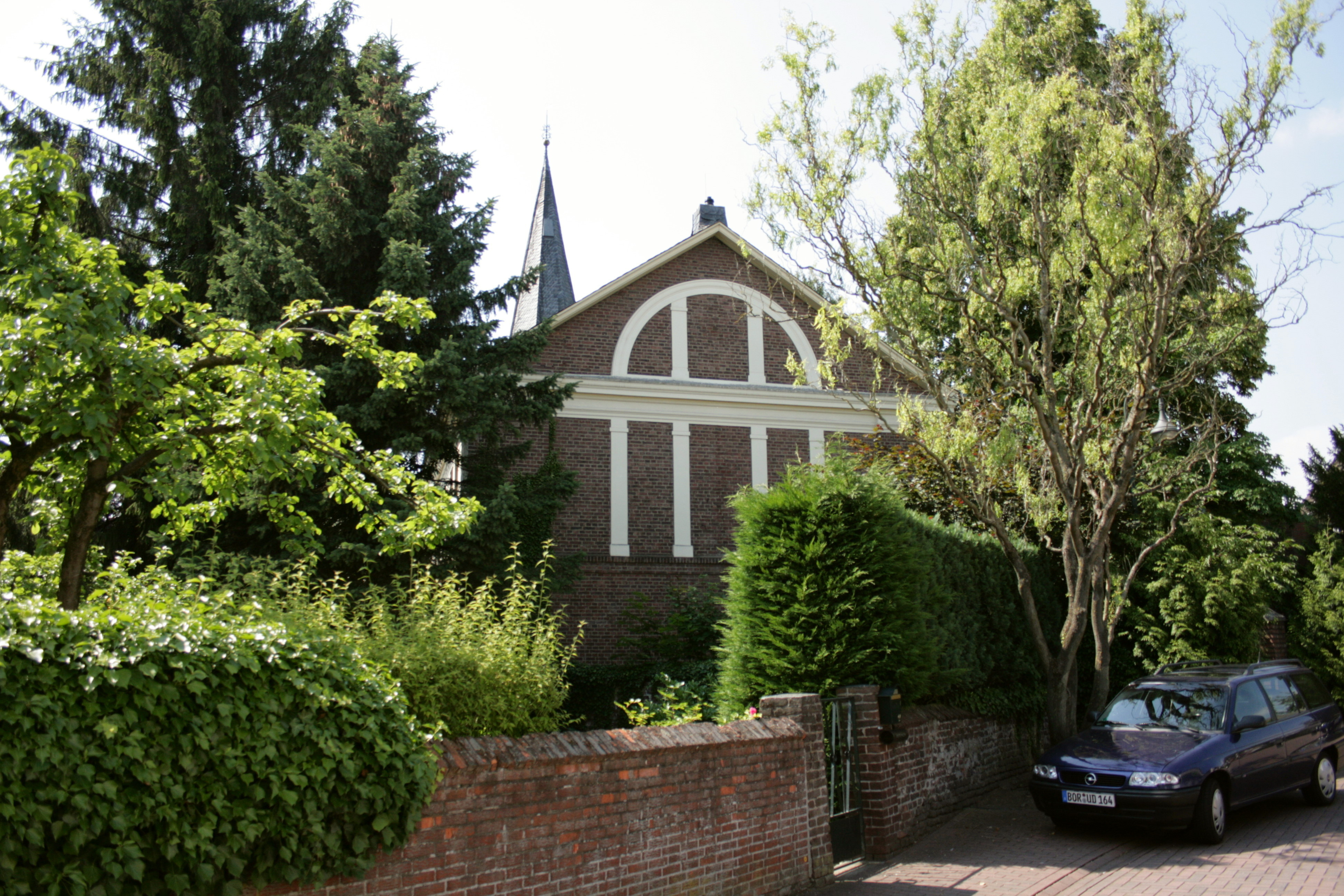

Die Evangelische Kirche ist ein denkmalgeschütztes Kirchengebäude in der Minervastraße 8 in Isselburg, einer Stadt im Kreis Borken (Nordrhein-Westfalen). Obwohl der Ort in Westfalen liegt, gehört die Kirchengemeinde zum Kirchenkreis Wesel der Evangelischen Kirche im Rheinland.

## Geschichte und Architektur
Der rechteckige, klassizistische Saalbau wurde von 1830 bis 1832 in der Art des Karl Friedrich Schinkel aus Backstein mit Werksteingliederung errichtet. Der neu ummantelte Westturm des 18. Jahrhunderts wurde mit einbezogen. 1907/08 wurde das Gebäude nach Osten verlängert. Die Rechteckfenster zwischen Gesimsen sind bandartig zusammengefasst. In den Innenraum ist eine flache Holzdecke eingezogen.

## Ausstattung
- Eine Holzkanzel
- Der große Kronleuchter mit rankenförmigen Armen von 1850 aus Gusseisen wurde wohl von der Minervahütte gefertigt.
- Die zugehörigen Wandleuchter wurden zum Teil rekonstruiert.
- Der Orgelprospekt wurde im ersten Drittel des 19. Jahrhunderts eingebaut.